# Autonomia burocrática
Autonomia burocrática refere-se à capacidade de agências estatais de atuarem de forma relativamente independente de influências diretas de autoridades eleitas, grupos de interesse organizados e da sociedade em geral, seguindo padrões de ação consistentes com seus próprios interesses, preferências e ideologias.
Este conceito é de fundamental importância para a ciência política, a sociologia do Estado e a administração pública, pois busca compreender o papel da burocracia na formulação e implementação de políticas públicas, as dinâmicas de poder dentro do Estado e a relação entre a burocracia e outros atores políticos e sociais. A autonomia burocrática influencia a capacidade do Estado de atingir seus objetivos, a qualidade e a direção das políticas públicas e a própria governança democrática.

## Definição e origem do conceito

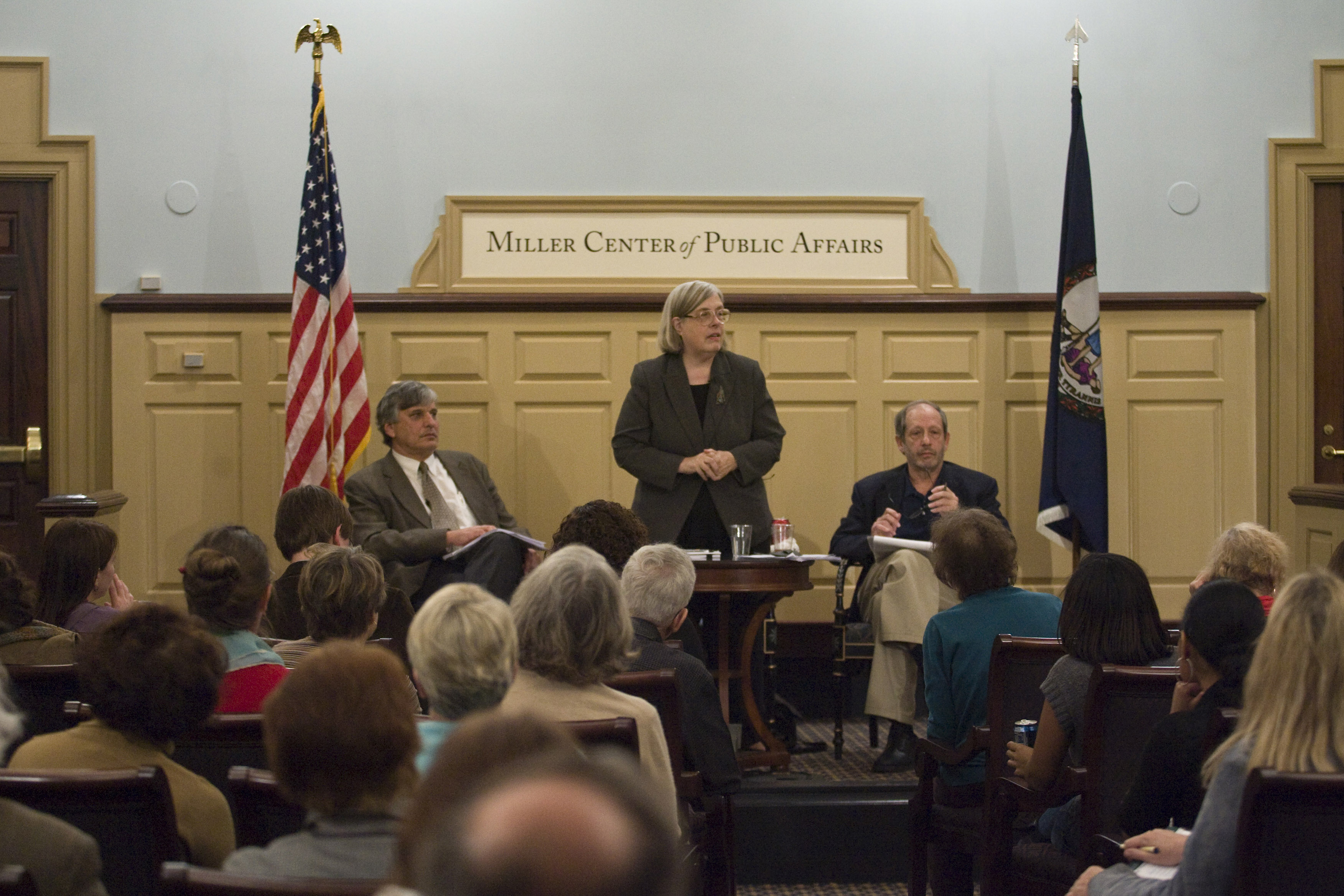
A cientista política Theda Skocpol, uma das editoras do destacado livro "Bringing the State Back Again", que reúne estudos sobre o papel do Estado e da burocracia, fala no Miller Center Colloquium, 25 de fevereiro de 2011

O conceito de autonomia burocrática tem suas raízes nos estudos clássicos sobre burocracia, especialmente na obra de Max Weber, que descreveu a burocracia como uma estrutura administrativa racional-legal caracterizada por hierarquia, especialização funcional, impessoalidade e seleção meritocrática. Embora Weber tenha se preocupado com o potencial da burocracia de se tornar autorreferida e de exercer poder, a discussão explícita sobre autonomia ganhou força com a retomada do Estado como ator central nas ciências sociais. Autores como Theda Skocpol (1985) definiram a autonomia estatal como a capacidade das burocracias do serviço público de formularem e perseguirem políticas que não são simplesmente um reflexo das demandas de grupos sociais. 

No clássico livro Bringing the State back in, Evans, Rueschemeyer e Skocpol (1985) argumentaram que o Estado não poderia ser visto como simplesmente uma arena de luta entre interesses econômicos mediados por classes ou grupos sociais, como apregoam as abordagens pluralistas e marxistas, mas como um ator em si mesmo (Gomide, Pereira e Machado, 2018, p. 86).

Daniel P. Carpenter (2001) oferece uma definição mais específica de autonomia burocrática, que prevalece quando agências diferenciadas (com arranjos únicos de atributos, como capacidade técnica, nível de autonomia política, histórico institucional e formas de interação com outros atores estatais e a sociedade) assumem padrões de ação consistentes com seus próprios desejos – padrões que não serão conferidos ou revertidos por autoridades eleitas, interesses organizados ou tribunais. Essa autonomia, para Carpenter, está intrinsecamente ligada à legitimidade política da burocracia. Analisando a literatura, Lotta e Santiago (2015) pontam que a autonomia da burocracia tem sido entendida como a habilidade da burocracia, como coletivo, de realizar objetivos criados internamente ao Estado, permitindo que ele exerça poder de coerção e dominação de forma legítima.
Essa autonomia não se caracteriza pela ausência de supervisão, mas pela habilidade da agência em moldar políticas públicas conforme sua missão e expertise, mantendo apoio e legitimidade junto a atores políticos e sociais relevantes.

## Condições para a autonomia
Diversos fatores e condições são identificados na literatura como fontes e sustentáculos da autonomia burocrática, conforme descrito abaixo:

#### Diferenciação política
A agência precisa ter identidade institucional própria, com interesses e preferências distintas dos atores políticos e interesses organizados que tradicionalmente buscam controlá-la.

#### Capacidade organizacional única
A agência deve demonstrar competência para analisar, planejar, inovar, administrar programas com eficácia, agir em direção às suas preferências e resistir à corrupção. A presença de empreendedores burocráticos é crucial para o desenvolvimento dessas capacidades.

#### Legitimidade política e reputação
Autonomia só é possível quando a agência constrói uma reputação organizacional sólida. A reputação deriva da crença de autoridades políticas e cidadãos na capacidade da agência e da distribuição de benefícios em múltiplas redes. Isso permite a formação de coalizões que sustentam suas ações, mesmo frente a interesses contrários. A reputação organizacional é central para a teoria de Carpenter. Essa reputação, segundo o autor, é socialmente enraizada e viabilizada por múltiplas conexões em redes políticas, científicas, profissionais e sociais, o que ele denomina "legitimidade em rede".

#### Inserção em redes políticas e sociais
Essas redes reduzem a dependência de servidores e permitem demonstrar capacidades e defender ideias.

#### Influência por diversos interesses
Ser influenciado por múltiplos interesses econômicos, sociais e políticos, mas não ser controlado por nenhum deles, contribui para a autonomia.

#### Profissionalização e meritocracia
A existência de um corpo funcional estável, preenchido por funcionários recrutados por mérito técnico especializado, pode contribuir para a autonomia ao criar uma base de expertise independente. No entanto, a profissionalização por si só não é suficiente para garantir a autonomia frente a interesses organizados.

#### Insulamento burocrático
Em contextos específicos, o isolamento de pressões políticas diretas pode fortalecer a capacidade da burocracia de perseguir seus próprios objetivos. Contudo, em regimes democráticos, essa estratégia evolui para formas de governança democrática que envolvem a interação com diversos atores.

### AutonomiaversusDiscricionariedade
Embora frequentemente utilizados de forma intercambiável, autonomia e discricionariedade são conceitos distintos.
Discricionariedade refere-se ao espaço de liberdade de um funcionário público para escolher um curso de ação ou inação dentro dos limites da lei. É uma liberdade de ação delegada aos indivíduos ou instituições para apoiar a lei em dados limites, sendo frequentemente vista como parte de um acordo contratual entre políticos e uma instituição. A discricionariedade permite aos burocratas escolher os meios para implementar políticas.
Autonomia burocrática, por outro lado, é mais ampla e refere-se à capacidade de uma agência ou burocracia como um coletivo de definir seus próprios objetivos e de agir de forma relativamente independente para alcançá-los, mesmo que esses objetivos não sejam os preferidos por outros atores políticos. A autonomia envolve o poder de influenciar os fins e, em alguns casos, até mesmo de moldar as preferências de outros atores. Diferentemente da discricionariedade, a autonomia não surge necessariamente de uma delegação formal, mas da legitimidade e reputação da burocracia.

### Inovação como motor da autonomia
A inovação em políticas públicas é elemento-chave. Carpenter argumenta que burocracias ganham e mantêm autonomia ao criar programas que resolvem problemas sociais emergentes e demonstram seu valor institucional. Essa capacidade de inovação ajuda a consolidar a reputação da agência e ampliar sua legitimidade. Por exemplo, uma agência pública cuja finalidade é coletar, analisar e divulgar informações sobre a população, a economia e o território de um país precisa manter-se a aos seus servidores atualizados nos avanços tecnológicos, como uso de Inteligência Artificial.

## Mecanismos de manutenção
A autonomia burocrática não é estática e requer mecanismos para ser preservada ao longo do tempo. Para se autopreservarem autonomamente, as agências devem, na análise de Carpenter:

#### • Construção de identidade institucional
Agências buscam desenvolver padrões consistentes de ação que reforcem sua identidade e singularidade política, no contexto de valorizar seu papel e sua relevância .

#### • Persistência institucional de decisões
A estabilidade da autonomia é reforçada pela persistência de decisões legislativas e presidenciais que amparam a atuação da agência.

#### • Estabilidade da reputação e das coalizões
Uma reputação forte e a manutenção de coalizões de apoio baseadas em redes políticas e sociais cimentam a autonomia da agência.

#### • Ações controladas
Burocratas que valorizam sua autonomia tendem a agir de formas controladas para preservá-la, evitando estratégias de desafio constante às autoridades políticas.

#### • Capacidade de inovar e adaptar
A habilidade de inovar em programas e de controlar e modificar suas ações contribui para manter a relevância e a legitimidade da agência.

#### • Mudança de agendas e preferências
Agências com forte legitimidade política podem usar a experimentação e a formação de coalizões para influenciar as agendas e preferências de políticos e do público.

## Críticas e limitações
Apesar de sua importância analítica, a autonomia burocrática também suscita críticas e reconhece limitações:

#### Accountabilitydemocrática
Embora benéfica em termos de desempenho, em excesso, a autonomia burocrática levanta desafios quanto à prestação de contas em regimes democráticos (responsabilização ou accountabililty). Carpenter reconhece a necessidade de equilibrar autonomia com mecanismos de controle e transparência.

#### Corporativismo e defesa de interesses próprios
A autonomia pode permitir que a burocracia priorize seus próprios interesses em detrimento do interesse público. A construção de uma forte identidade institucional pode levar a um ensimesmamento (fechar-se em si mesma) da burocracia, que não responde adequadamente ao público.

#### Risco de captura por interesses específicos
Embora a autonomia ideal envolva influência diversificada, existe o risco de que burocracias se tornem excessivamente ligadas a determinados grupos de interesse, comprometendo a imparcialidade.

#### Inércia institucional e resistência a mudanças
Burocracias autônomas podem resistir a novas orientações políticas e a reformas, levando à inércia institucional.

#### Tensão com a democracia
A autonomia burocrática levanta questões sobre a legitimidade da tomada de decisões por atores não eleitos. É crucial que a autonomia seja equilibrada com a subordinação a objetivos maiores deliberados na esfera política.

#### Dificuldade de controle
O controle de burocracias autônomas pode ser complexo, exigindo mecanismos de supervisão e avaliação eficazes. Um excesso de controle, paradoxalmente, também pode gerar custos e inibir a inovação.

## Exemplo empírico

### A autonomia do IBGE no Brasil

Logotipo do IBGE, Brasil

Um exemplo contemporâneo de autonomia burocrática no sentido proposto por Carpenter pode ser observado na trajetória do Instituto Brasileiro de Geografia e Estatística (IBGE), especialmente em sua atuação durante o processo de adiamento do Censo Demográfico de 2020.
De acordo com relatório do Banco Interamericano de Desenvolvimento (BID), intitulado A quem importa saber? O papel dos dados e evidências nas políticas públicas na América Latina e Caribe (2023), o IBGE demonstrou forte capacidade de agir de forma independente frente a pressões políticas, mobilizando argumentos técnicos e jurídicos para manter o escopo metodológico e técnico do Censo conforme padrões internacionais. A presidência do órgão, amparada por uma reputação histórica de excelência técnica e credibilidade pública, chegou a solicitar sua exoneração quando houve tentativas de interferência na metodologia da pesquisa e cortes orçamentários incompatíveis com a realização do levantamento.
Esse episódio exemplifica os elementos-chave da autonomia burocrática conforme definidos por Carpenter: (1) uma agência com reputação consolidada e legitimidade social, (2) inserção em redes de apoio técnico e institucional, incluindo universidades, mídia especializada e organismos internacionais, e (3) capacidade organizacional para resistir a pressões externas e manter sua atuação coerente com sua missão institucional. Segundo o relatório citado, a atuação do IBGE demonstrou que, mesmo diante de tentativas de constrangimento político, a agência manteve padrões metodológicos reconhecidos e defendeu a integridade da produção estatística nacional, o que representa um caso de autonomia administrativa sustentada por reputação e competência institucional.

### A perda de autonomia do INDEC na Argentina

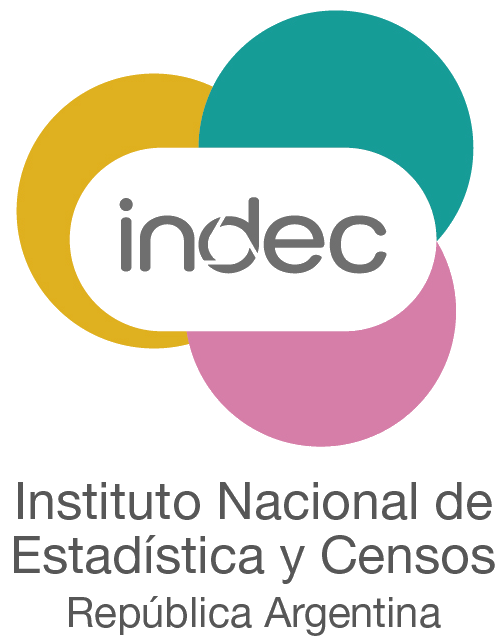
Logotipo do INDEC, Argentina

Em contraste, o caso do Instituto Nacional de Estadística y Censos (INDEC), da Argentina, ilustra o processo de enfraquecimento da autonomia burocrática. Entre 2007 e 2015, o INDEC foi alvo de intervenções políticas que afetaram profundamente sua credibilidade e independência técnica. Durante esse período, houve denúncias de manipulação de indicadores econômicos — especialmente da inflação —, o que resultou em uma quebra de confiança por parte da sociedade civil, de organismos internacionais e de especialistas em estatística.
O relatório do BID relata que o INDEC perdeu sua capacidade de atuar com base em critérios técnicos reconhecidos e deixou de ser percebido como uma instituição legítima para a produção de estatísticas oficiais. Essa perda de legitimidade comprometeu as condições identificadas por Carpenter como necessárias à autonomia: a reputação institucional, a inserção em redes de apoio estáveis e a autoridade profissional reconhecida foram substancialmente deterioradas. Como consequência, o instituto tornou-se vulnerável à ingerência política e incapaz de exercer influência técnica significativa sobre a formulação de políticas públicas, exemplificando um caso de **erosão da autonomia burocrática** por meio da fragilização reputacional.
A comparação entre os casos do Brasil e da Argentina reforça a tese de Carpenter de que a autonomia burocrática é um ativo relacional e reputacional, e não uma garantia estrutural. Sua conquista e manutenção, portanto, dependem do desempenho institucional e da legitimidade reconhecida por múltiplos atores políticos e sociais.